# Willibald Nagel (medicinare)
Willibald A. Nagel, född den 19 juni 1870 i Tübingen, död den 13 november 1911 i Rostock, var en tysk fysiolog, som särskilt sysselsatte sig med ögats optik och bland annat införde anomaloskopet. 

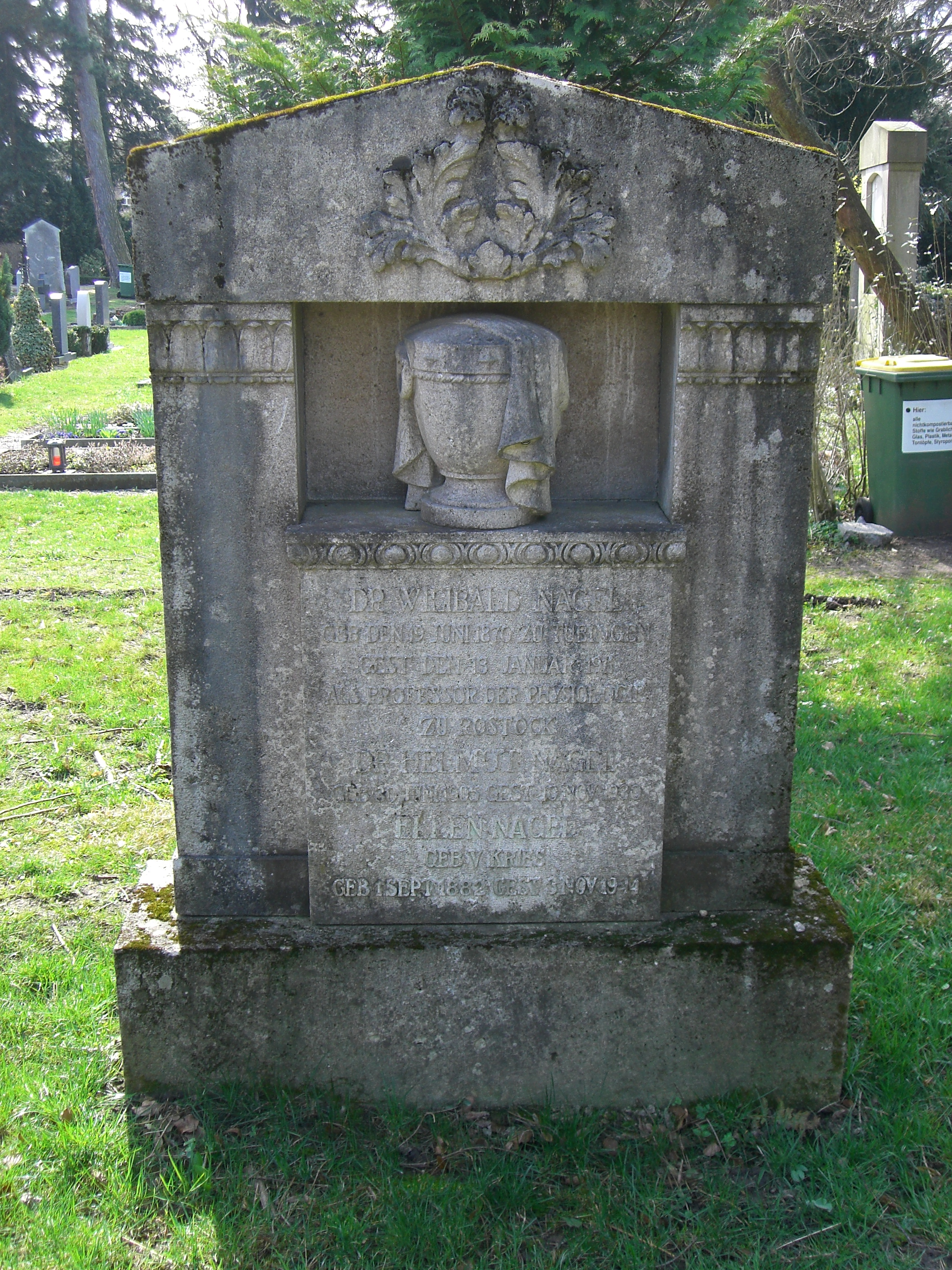
Nagels grav på Hauptfriedhof Freiburg im Breisgau.

Nagel studerade naturvetenskap och medicin och promoverades 1892 och 1893 i båda ämnena. Han habiliterades 1895 vid Albert-Ludwigs-Universität Freiburg och blev 1902 extra ordinarie professor i fysiologi vid Berlins universitet. År 1908 kallades han som ordinarie professor till Rostocks universitet.